# Кинотавр 2016
27-й Кинотавр проходил с 6 по 13 июня 2016 года.

## Жюри

### Основной конкурс
- Николай Лебедев, актёр — председатель
- Нина Зархи, кинокритик
- Сергей Мачильский, оператор
- Анна Пармас, сценарист
- Джаник Файзиев, продюсер, режиссёр
- Сергей Шакуров, актёр
- Мария Шалаева, актриса

### Конкурс «Короткий метр»
- Елена Гликман, продюсер — председатель
- Дарья Екамасова, актриса
- Жора Крыжовников, режиссер
- Лариса Малюкова, кинокритик

## Официальная программа

### Основной конкурс
- Врач, реж. Юрий Куценко
- Год литературы, реж. Ольга Столповская
- Зоология, реж. Иван И. Твердовский
- Иван, реж. Алёна Давыдова
- Коллектор, реж. Алексей Красовский
- Огни большой деревни, реж. Илья Учитель
- После тебя, реж. Анна Матисон
- Разбуди меня, реж. Гийом Проценко
- Рыба-мечта, реж. Антон Бильжо
- Ученик, реж. Кирилл Серебренников
- Хороший мальчик, реж. Оксана Карас
- Человек из будущего, реж. Роман Артемьев
- Чужая работа, реж. Денис Клеблеев
- Я умея вязать, реж. Надежда Степанова при участии Сергея Иванова

### Фильм открытия
- Петербург. Только по любви, реж. Авдотья Смирнова, Рената Литвинова, Анна Пармас, Оксана Бычкова, Аксинья Гог, Наталья Назарова, Наталья Кудряшова

### Фильм закрытия
- Сдаётся дом со всеми неудобствами, реж. Вера Сторожева

## Награды фестиваля
- Главный приз: Хороший мальчик, реж. Оксана Карас
- Приз за лучшую режиссуру: Кирилл Серебренников, Ученик
- Приз за лучшую женскую роль: Наталья Павленкова, Зоология
- Приз за лучшую мужскую роль: Константин Хабенский, Коллектор
- Приз за лучшую операторскую работу: Денис Фирстов, Коллектор
- Приз им. Г. Горина «За лучший сценарий»: Константин Челидзе, Огни большой деревни
- Приз им. М. Таривердиева «За лучшую музыку к фильму»: Джорджо Джампа, Игорь Вдовин, Разбуди меня
- Специальный диплом жюри «За лучшее кино о кино»: Огни большой деревни
- Приз гильдии киноведов и кинокритиков: Зоология, реж. Иван И. Твердовский
- Диплом гильдии киноведов и кинокритиков «За создание документального киноромана „Отверженные“»: Чужая работа, Денис Шабаев